# Albert Schneider (Boxer)
Julius Gustav Albert „Bert“ Schneider (* 1. Juli 1897 in Cleveland, Vereinigte Staaten; † 20. Februar 1986) war ein kanadischer Boxer, der seine größten Erfolge in den 1920er Jahren feierte.
Schneiders größter Triumph als Amateurboxer war der Gewinn der Goldmedaille im Weltergewicht bei den Olympischen Spielen 1920 in Antwerpen mit einem Sieg über den britischen Boxer Alexander Ireland. Nach seiner Goldmedaille wurde er Anfang 1921 Profiboxer, konnte aber in seiner Karriere keine Titel mehr gewinnen. Seinen letzten von 42 Profikämpfen, von denen er 18 Kämpfe gewann und 19 verlor, absolvierte er am 16. Juni 1927 gegen Joe Gainor, gegen den er durch technischen KO verlor. Er ist Mitglied der kanadischen Hall of Fame.